# 有田陶器市

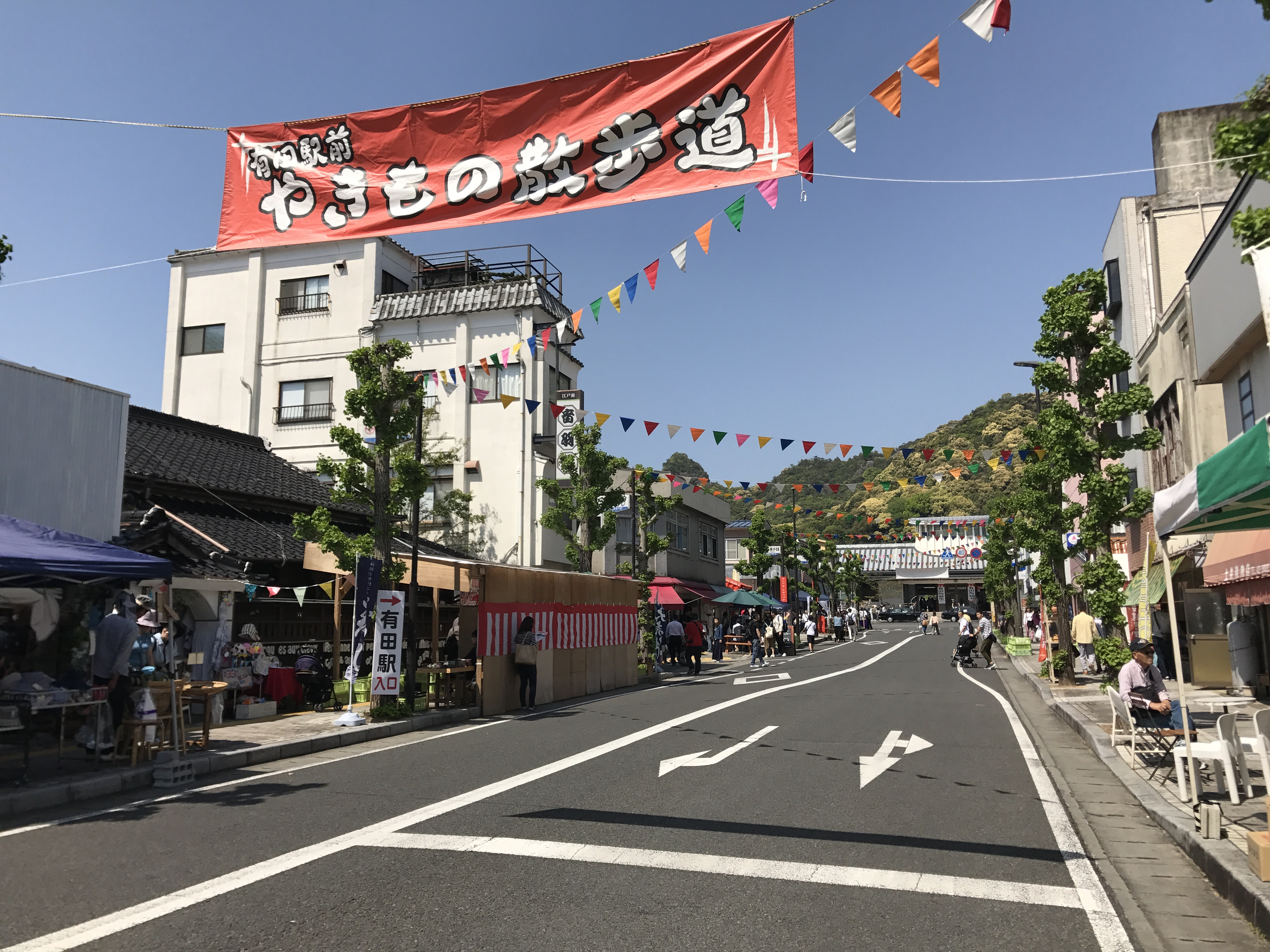
有田陶器市（2017年4月）

有田陶器市（ありたとうきいち）は、毎年ゴールデンウィークの期間に佐賀県西松浦郡有田町で開催される、陶磁器を販売するイベントである。

## 概要
有田焼など「陶器の町」として知られる有田ならではの有名なイベントで2003年で100回目を数えた伝統がある。
メインストリートの皿山通りにはさまざまな陶器を扱う店が並び、100円を切る手軽な値段のものから何百万円もする豪華なものまでバラエティーに富んだ陶器が販売される。
開催時期には、6時過ぎから早い店が開き始め、一部の店は19時すぎまで営業が続けられる。

## 歴史
1896年に香蘭社社長・九代深川栄佐衛門と有田磁器合資会社社長・田代呈一を中心に「陶磁器品評会」が始まり、1915年より陶磁器品評会（現在の「九州山口陶磁展」）に併せて、地元の陶磁器店が在庫品や等外品の「蔵ざらえ販売」を始めたのがきっかけとなり陶器市が始まった。1942年 - 1947年の戦中・戦後の混乱期および2020年、2021年の新型コロナウイルス感染拡大時には中止になった。第二次世界大戦後になると、半端モノや傷モノ、時には有田焼以外の低級品を含めて豊富に並べ安値で売るといったスタイルが確立。客側の目利き、店側との駆け引きが楽しめるイベントとして隆盛した。
現在では、この時期に向けて造られる若手作家の作品なども増えており、玉石混淆の度合いが高まっている。またFacebookなどのSNSのイベントページを活用した情報発信（例）や皿かぶり競走など、新しい観光としての取り組みも始まっている。
2020年は新型コロナウイルス感染拡大に伴い、いったんは延期して開催する方向を示したが、数ヶ月が経過しても感染が収まっておらず状況が見通せないことなどから中止された。2021年にはいったん開催することが決定し、専門家の意見を踏まえて各種の対策を徹底しつつ規模を縮小しての開催となる見通しが示されたが、東京都や大阪府などに新型コロナウイルスのまん延防止等重点措置が適用されている感染状況などを踏まえ一転して開催を断念、中止となった。翌2022年に3年ぶりに開催された。
2020年には当初の開催予定日であった4月29日から5月5日までオンラインでの販売イベント「Web有田陶器市」を開催。「Web有田陶器市」は翌2021年のほか、再開された2022年以降も継続して開催されている。

## アクセス
休日には20万人台、平日でも数万人の訪問客が押し寄せることから、客側からすればいかに効率よく目当ての店にたどり着くかが課題となる。
現在は、西九州自動車道が開通したことから、自動車によるアクセスが比較的容易になったが、それでもなお波佐見有田ICからの連絡道路および臨時駐車場（有料）が大変混雑する。
このため、初期の頃から後述の最寄り駅まで臨時列車が運転されてきた経緯がある。有田駅前にも、こうした列車客相手に店が建ち並ぶようになった。
鉄道の最寄り駅はJR佐世保線の上有田駅・有田駅となる。陶器市期間中には普段は普通列車のみ停車する上有田駅に一部の特急「みどり」「ハウステンボス」が臨時停車する。
また、臨時列車として、博多駅 - 佐世保駅間に特急「有田陶器市みどり」、主に博多駅 - 早岐駅間に快速「有田陶器市号」が設定される。